# Атанас Нушков
Атанас Нушков, известен като Грую или Нушката, е български революционер, деец на Вътрешната македоно-одринска революционна организация и Вътрешната македонска революционна организация.

## Биография
Нушков е роден в струмишкото село Габрово, което тогава е в Османската империя. Жена му, Фика, е групово изнасилена от местни турци край Габрово. Нушков влиза във ВМОРО и става четник на Коста Христов Попето. По-късно е четник на Иван Николаев. Димитър Галев пише, че с името на Атанас Нушев са свързани много убийства на турци в Струмишко.
При избухването на Балканската война в 1912 година е доброволец в Македоно-одринското опълчение и служи в четата № 41 на Коста Попето.
След войните участва във възстановяването на ВМРО. След убийството на Александър Протогеров през 1928 година застава на страната на протогеровистите.
В годините на българското управление във Вардарска Македония през Втората световна война Атанас Нушков е начело на контрачета, бореща се с комунистическите партизани в Новоселско.